# Harpalus atrichatus
Harpalus atrichatus är en skalbaggsart som beskrevs av Hatch. Harpalus atrichatus ingår i släktet Harpalus och familjen jordlöpare. Inga underarter finns listade i Catalogue of Life.